# 제57회 베네치아 국제 영화제
제57회 베네치아 국제 영화제는 2000년 8월 30일에 열린 시상식이다. 이탈리아 베니스 Palazzo del Cinema에서 개최되었다.

## 수상 및 후보

### 황금사자상
- 써클 - 자파르 파나히 수상

### 볼피컵 여우주연상
- 1967년형 시트로엥 - 로즈 번 수상

### 볼피컵 남우주연상
- 비포 나잇 폴스 - 하비에 바르뎀 수상

### 심사위원 특별상
- 비포 나잇 폴스 - 줄리앙 슈나벨 수상

### 골든오셀라 각본상
- 백번의 걸음 - Monica Zapelli 수상

### 개인공로상
- 용서받지 못한 자 - 클린트 이스트우드 수상

### 신인배우상
- 리암 - 메건 번즈 수상

### 미래의 사자상
- 볼테르의 탓이다 - 압델라티프 케시시 수상

### 특별감독상
- 레슬러 - 부다뎁 다스굽타 수상